# 威廉·劳
劳威廉（William Law，1686年—1761年4月9日），于1686年出生于英国北安普敦郡（Northamptonshire）的金斯克夫（King’s Cliffe）村，父母皆是敬虔的基督徒，自幼便受良好基督徒信仰的熏陶。因着神的怜悯和恩典，劳威廉从年少时就显出对神和敬虔生活超越常人的渴慕和追求。在上大学的那年，年仅十九岁的他，为自己写下十八项的行为准则，其中头两项就是：“第一，要深深铭记：我只有一件当行的事，就是要遵行神的旨意，以寻求存到永远的福乐。第二，在上述的光中，察验与我有关的一切，是推动抑或阻碍了我这惟一的人生目标。”1 因神怜悯，这两条准则确实支配了他此后的一生。
在从剑桥大学分别获得学士和硕士学位之后，二十五岁的劳威廉开始在该校任教，同时被英国国教任命为祭司。然而，三年后，他因忠于圣经所说不可发誓的教导（太五4~6），拒绝向英王乔治一世宣誓效忠，结果不仅被解职，也从此断送了在英国国教和学术界的前途。经过多年“出到营外”（来十三13）、辗转不定的生活，他在四十一岁时成了在溥尼（Putney）的爱德华·吉本（Edward Gibben）的私人教师和其家庭的属灵导师（此人的儿子也叫爱德华，就是日后著名的历史学家，《罗马帝国兴亡史》的作者）。1740年，劳威廉回到自己的家乡致力于写作，并与几位信徒一起践行他所倡导的敬虔生活，同时致力于慈善工作，包括救济穷人和寡妇、为贫困孩童办学校等，直到1761年过世。他所办的学校特别以训练出优良的基督徒为宗旨。有人见证劳威廉与其同伴实在是活出、实现了主在马太福音五至七章的教训，在十八世纪的英国难有人能望其项背。2
劳威廉一生致力于遵行神的旨意，追求过敬虔的生活，并写下了几部深深影响后世的属灵著作，对基督的身体作出了不可磨灭的贡献。无数的信徒在属灵上都受惠于他，其中最著名的包括在十八世纪的英国带进属灵复兴和循道运动的卫斯理兄弟（John & Charles Wesley）和乔治·怀特腓（George Whitefield），以及十九世纪内里生命派的著名作者慕安得烈（Andrew Murray）。乔治·怀特腓写道：“借着劳威廉的《敬虔与圣洁生活的严肃呼召》和《基督徒的完全》，神强有力地在我魂里作工，如祂在许多人身上所作的一样。”3 慕安得烈特别多次再版劳威廉的著作，大力将其推荐给当代信徒。他说：“我之所以出版劳威廉的这两本著作4，无非是因我不知在哪里还能找到对于今日教会所需的真理如此清晰有力的阐述。”5 十九至二十世纪著名的苏格兰神学家亚历山大·怀特（Alexander Whyte）也见证：“我首次翻开劳威廉著作的那天，是值得记念的大喜之日……这位作者堪称无人能及，研读他的著作实在是我人生的转捩点。”6
十八世纪初的英国，信徒普遍灵性低落，多数人满足于过一种虚有道德或敬虔外表却缺乏属灵实际的生活。此外，在启蒙运动的推波助澜之下，哲学式的基督信仰、理性主义与自然神论日渐风行，诱使许多信徒“失去那向基督所存纯一清洁的心”（林后十一3）。为此，劳威廉在其著作中常常直言不讳地指出当时信徒普遍的问题，力图把偏离的信徒带回到纯正的信仰。比如，当时许多人感到所谓“哲学式的基督信仰”更合他们的口味，但劳威廉完全不以为然。对于所谓“哲学式的基督信仰”，劳威廉说：“根本没有这回事。基督信仰是这世上最明白简单的事，那就是‘我们爱祂，因为祂先爱了我们’（约壹四19）。只要你把哲学加在基督信仰里，你就是在损害它。”7
人常把生活分为属世和属灵两部分，并视之为理所当然。然而，在劳威廉看来，人只有一种生活的原则，一种选择，即要么完全向神而活，要么不向神而活。他说：“好基督徒人生的每一部分都该以圣洁为要务，因他全部的人生都该奉献给神。”8 他一生对神的热爱、执着和绝对，实在是今日信徒的榜样。愿他话语中的真理之光，能穿透各种错谬观念的迷雾，照亮今日每一位读者的心，直到“晨星在你们心里出现”（彼后一19）。
(本文取自基督教經典翻譯社所出版之勞威廉的《神聖的内住》，參cctf.org)
1 A. Keith Walker, William Law: His Life and Thought (London: S.P.C.K., 1973), p. 3.
2 J. H. Overton, William Law, Nonjuror and Mystic: A Sketch of His Life, Character, and Opinions (London: Longmans, Green, and Co., 1881), p. 232.
3 同注1，p. ix。
4 指慕安德烈所编辑出版的两本劳威廉的选集：《全然为神》(Wholly for God)与《那灵的能力》(The Power of the Spirit)。
5 出自《那灵的能力》的编者序。
6 同注3。
7 引自 https://www.christianitytoday.com/2008/08/william-law。
8 出自《敬虔与圣洁生活的严肃呼召》第四章。